# Stockwerksiedlung Walchenseeplatz

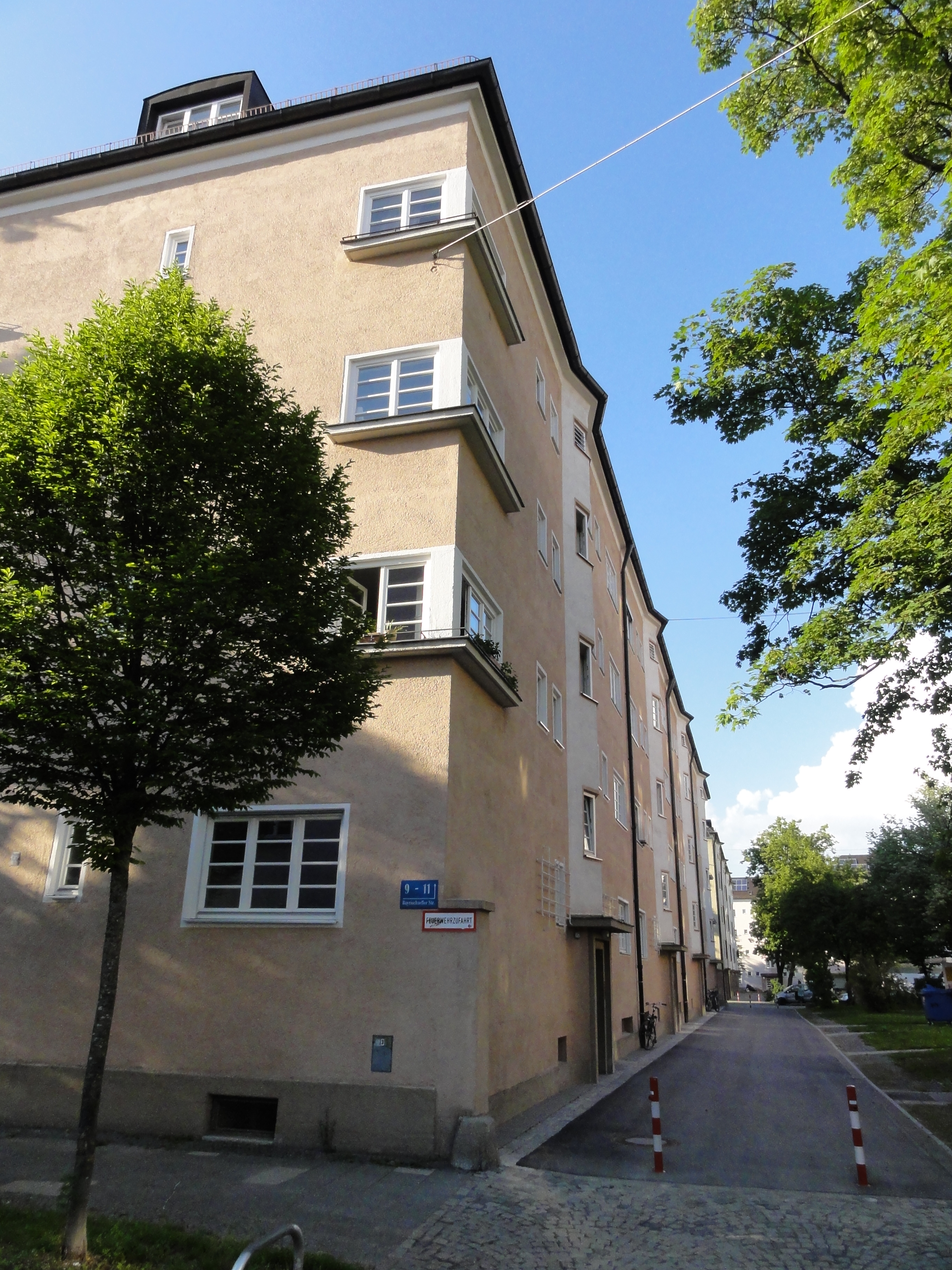
Wohngebäude Bayerischzellerstraße 9 – 11

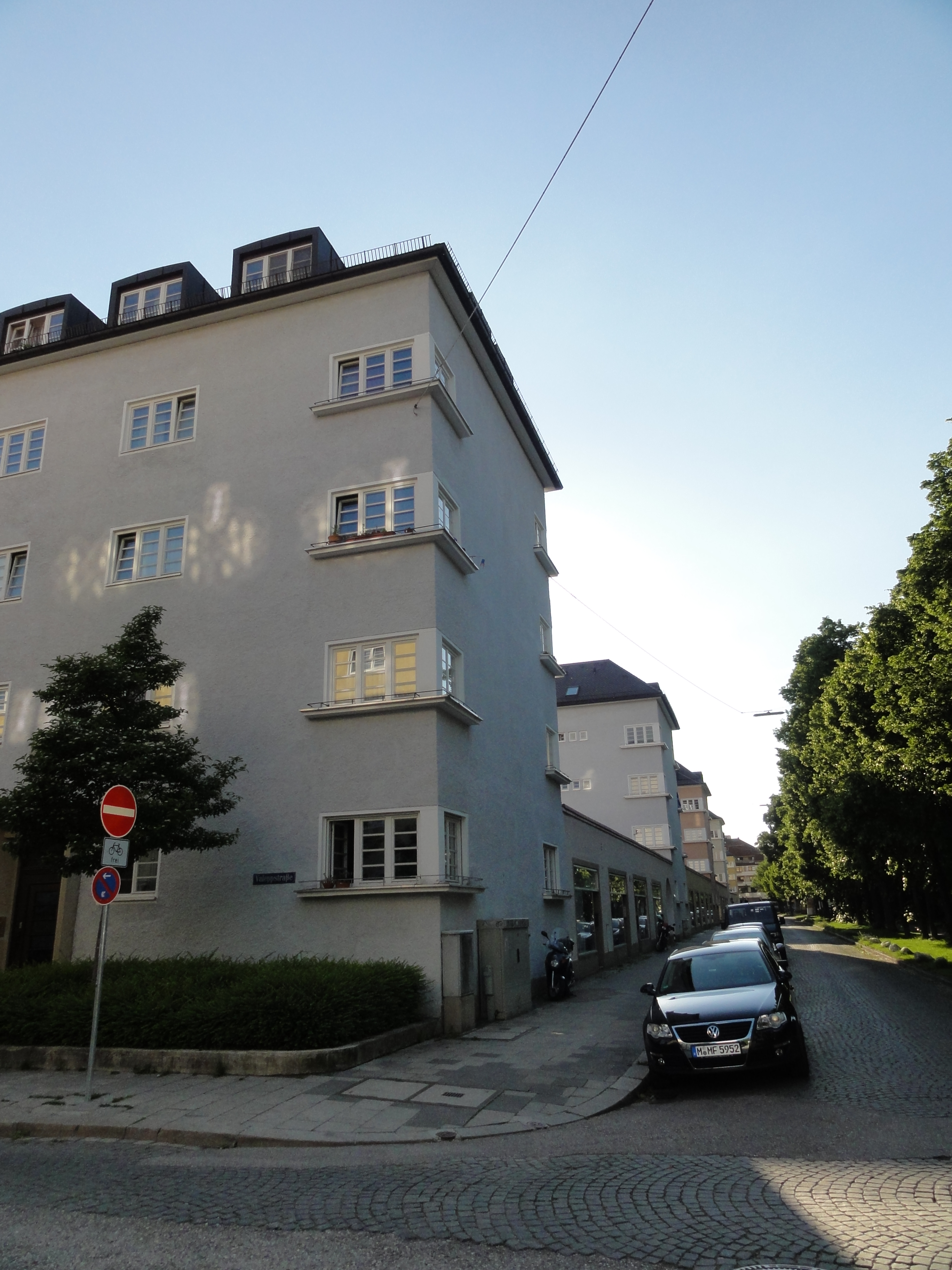
Wohngebäude Valeppstraße und Walchenseeplatz

Die Stockwerksiedlung Walchenseeplatz befindet sich im Münchner Stadtteil Obergiesing.

## Lage
Die Stockwerksiedlung Walchenseeplatz erstreckt sich zwischen der Perlacher, Untersberg-, Deisenhofener Straße, Rotwandstraße, Walchenseeplatz und Rottacher Straße.

## Geschichte
Die Stockwerksiedlung Walchenseeplatz wurde im Rahmen des Münchner Großsiedlungsprogrammes von der Gemeinnützigen Wohnungsfürsorge AG zwischen 1927 und 1930 erbaut. Der Vorentwurf für die Siedlung stammt von der Architektin Hanna Löv. Doch nur etwa zwei Drittel des anvisierten Volumens wurden unter der Oberleitung von Carl Jaeger umgesetzt. Jaeger wurden hierfür durch das damalige Arbeitsbeschaffungsprogramm für Architekten Hans Atzenbeck, Joseph Dürr, Hans Grünzweig, Fritz Landauer, Fritz Männche und Max Schoen zugewiesen.
Der Planung war bereits der Walchenseeplatz und dessen Nordseiten-Bebauung vorgegeben. Langgestreckte, viergeschossige Blöcke schirmen die Siedlung zur Perlacher Straße und Deisenhofener Straße ab, wobei sich der Block an der Deisenhofener Straße mit seinen überhöhten Eckbauten von den übrigen Blöcken absetzt. Entlang der Perlacher Straße folgen die Blöcke der Straße und vollziehen deren leichte Schwingung mit.
Im Inneren der Stockwerksiedlung Walchenseeplatz befinden sich ebenso viergeschossige Zeilenbauten, die von Norden nach Süden gerichtet sind – entsprechend den damals vorherrschenden städtebaulichen Ideen. Zum Teil finden sich hier auch weitere eingeschossige Zwischenbauten für Ladengeschäfte und Büros – jeweils an den Kopfenden der Zeilenbauten. Dadurch ergeben sich verkehrsberuhigte, großzügige Höfe mit Spielmöglichkeiten für Kinder und Vorrichtungen zum Aufhängen von Wäsche.